# Bematistes sartina
Bematistes sartina is een vlinder uit de familie van de Nymphalidae. De wetenschappelijke naam van de soort is voor het eerst voorgesteld als Planema consanguinea sartina door Heinrich Ernst Karl Jordan in een publicatie uit 1910.
De soort komt voor in de bossen van Sierra Leone, Liberia, Ivoorkust en Ghana.